# Speciale unitaire groep
In de groepentheorie, een deelgebied van de wiskunde, is de speciale unitaire groep van graad {\displaystyle n}, genoteerd als  {\displaystyle \mathrm {SU} (n)}, de groep van unitaire {\displaystyle n\times n}-matrices met determinant 1. De groepsbewerking is die van de matrixvermenigvuldiging. De speciale unitaire groep is een deelgroep van de unitaire groep {\displaystyle \mathrm {U} (n)} van unitaire {\displaystyle n\times n}-matrices, die zelf weer een deelgroep is van de algemene lineaire groep {\displaystyle \mathrm {GL} (n,\mathbb {C} )}.
De groepen {\displaystyle \mathrm {SU} (n)} vinden een brede toepassing in het standaardmodel in de natuurkunde, speciaal de {\displaystyle \mathrm {SU} (2)} in de elektro-zwakke interactie en {\displaystyle \mathrm {SU} (3)} in de kwantumchromodynamica.
Het simpelste geval, {\displaystyle \mathrm {SU} (1)}, is de triviale groep, die slechts één enkel element heeft. De groep {\displaystyle \mathrm {SU} (2)} is isomorf met de groep van de quaternionen met absolute waarde gelijk aan 1, en zijn dus diffeomorf met de 3-sfeer. Aangezien eenheidsquaternionen worden gebruikt om rotaties in de driedimensionale ruimte weer te geven, hebben we een surjectief homomorfisme van {\displaystyle \mathrm {SU} (2)} met de rotatiegroep {\displaystyle \mathrm {SO} (3)}, waarvan de kern gelijk is aan {\displaystyle \{+I,-I\}}.

## Eigenschappen
De speciale unitaire groep {\displaystyle \mathrm {SU} (n)} is een reële matrix lie-groep van dimensie {\displaystyle n^{2}-1}. Topologisch is de speciale unitaire groep compact en enkelvoudig samenhangend. Algebraïsch is het een enkelvoudige lie-groep (dit betekent dat zijn lie-algebra enkelvoudig is; zie onder). Het centrum van {\displaystyle \mathrm {SU} (n)} is isomorf met de cyclische groep {\displaystyle \mathbb {Z} _{n}}. De uitwendige automorfismegroep, voor {\displaystyle n\geq 3}, is {\displaystyle \mathbb {Z} _{2}}, terwijl de uitwendige automorfismegroep voor {\displaystyle \mathrm {SU} (2)} de triviale groep is.
De {\displaystyle \mathrm {SU} (n)} wordt als algebra gegenereerd door {\displaystyle n^{2}} operatoren die voor {\displaystyle i,j,k,l=1,2,\ldots ,n} voldoen aan de commutatorrelatie 
{\displaystyle \left[{\hat {O}}_{ij},{\hat {O}}_{kl}\right]=\delta _{jk}{\hat {O}}_{il}-\delta _{il}{\hat {O}}_{kj}}
In aanvulling hierop moet de operator
{\displaystyle {\hat {N}}=\sum _{i=1}^{n}{\hat {O}}_{ii}}
voldoen aan
{\displaystyle \left[{\hat {N}},{\hat {O}}_{ij}\right]=0},
wat impliceert dat het aantal onafhankelijke generatoren van {\displaystyle \mathrm {SU} (n)} gelijk is aan {\displaystyle n^{2}-1}.

## SU(2)
Een algemene {\displaystyle \mathrm {SU} (2)}-matrix heeft de vorm
{\displaystyle U={\begin{pmatrix}a&b\\-b^{*}&a^{*}\end{pmatrix}}},
waarin {\displaystyle *} staat voor de complex geconjugeerde en  {\displaystyle a} en {\displaystyle b} complexe getallen zijn met
{\displaystyle |a|^{2}+|b|^{2}=1}
In de definiërende representatie zijn de generatoren {\displaystyle T_{a}} proportioneel aan de Pauli-matrices {\displaystyle \sigma _{a}} via:
{\displaystyle T_{a}={\frac {\sigma _{a}}{2}}}
waarin:
{\displaystyle \sigma _{1}={\begin{pmatrix}0&1\\1&0\end{pmatrix}},\quad \sigma _{2}={\begin{pmatrix}0&-i\\i&0\end{pmatrix}},\quad \sigma _{3}={\begin{pmatrix}1&0\\0&-1\end{pmatrix}}}
Merk op dat alle generatoren, zoals vereist spoorloze hermitische matrices zijn.
De structuurconstanten voor {\displaystyle \mathrm {SU} (2)} worden gedefinieerd door het Levi-Civita-symbool
{\displaystyle f^{123}=1}
De rest kan worden bepaald door antisymmetrie. Alle {\displaystyle d}-waarden verdwijnen.

## SU(3)
De generatoren {\displaystyle T} van {\displaystyle \mathrm {SU} (3)} worden in de definiërende representatie gegeven door:
{\displaystyle T_{a}={\frac {\lambda _{a}}{2}}}
waarin de Gell-Mann-matrices {\displaystyle \lambda } voor {\displaystyle \mathrm {SU} (3)} het analogon zijn van de pauli-matrix voor {\displaystyle \mathrm {SU} (2)}:
| {\displaystyle \lambda _{1}={\begin{pmatrix}0&1&0\\1&0&0\\0&0&0\end{pmatrix}}}  | {\displaystyle \lambda _{2}={\begin{pmatrix}0&-i&0\\i&0&0\\0&0&0\end{pmatrix}}}                       | {\displaystyle \lambda _{3}={\begin{pmatrix}1&0&0\\0&-1&0\\0&0&0\end{pmatrix}}} |
| {\displaystyle \lambda _{4}={\begin{pmatrix}0&0&1\\0&0&0\\1&0&0\end{pmatrix}}}  | {\displaystyle \lambda _{5}={\begin{pmatrix}0&0&-i\\0&0&0\\i&0&0\end{pmatrix}}}                       | {\displaystyle \lambda _{6}={\begin{pmatrix}0&0&0\\0&0&1\\0&1&0\end{pmatrix}}}  |
| {\displaystyle \lambda _{7}={\begin{pmatrix}0&0&0\\0&0&-i\\0&i&0\end{pmatrix}}} | {\displaystyle \lambda _{8}={\frac {1}{\sqrt {3}}}{\begin{pmatrix}1&0&0\\0&1&0\\0&0&-2\end{pmatrix}}} |                                                                                 |
Merk op dat alle generatoren, zoals vereist spoorloze hermitische matrices zijn.
Dit voldoet aan de relaties
{\displaystyle \left[T_{a},T_{b}\right]=i\sum _{c=1}^{8}{f_{abc}T_{c}}}
waarin de structuurconstanten worden gegeven door
{\displaystyle f^{123}=1}
{\displaystyle f^{147}=-f^{156}=f^{246}=f^{257}=f^{345}=-f^{367}={\tfrac {1}{2}}}
{\displaystyle f^{458}=f^{678}={\tfrac {1}{2}}{\sqrt {3}}}
De {\displaystyle d}-waarden zijn:
{\displaystyle d^{118}=d^{228}=d^{338}=-d^{888}={\frac {1}{3}}{\sqrt {3}}}
{\displaystyle d^{448}=d^{558}=d^{668}=d^{778}=-{\frac {1}{6}}{\sqrt {3}}}
{\displaystyle d^{146}=d^{157}=-d^{247}=d^{256}=d^{344}=d^{355}=-d^{366}=-d^{377}={\tfrac {1}{2}}}